# Cap-d’Ail
Cap-d’Ail település Franciaországban, Alpes-Maritimes megyében. Lakosainak száma 4491 fő (2022. január 1.). Cap-d’Ail Èze, La Turbie és Commune of Monaco községekkel határos.

## Népesség
A település népességének változása:
| Lakosok száma | 4200 | 4402 | 4859 | 4887 | 4606 | 4709 | 4594 | 4523 | 4517 | 4491 |
|               | 1968 | 1982 | 1990 | 2006 | 2013 | 2015 | 2017 | 2019 | 2020 | 2022 |